# Pátek
Pátek är en ort i Tjeckien.   Den ligger i regionen Mellersta Böhmen, i den centrala delen av landet, 50 km öster om huvudstaden Prag. Pátek ligger 191 meter över havet och antalet invånare är 520.
Terrängen runt Pátek är platt, och sluttar västerut.Runt Pátek är det ganska glesbefolkat, med 45 invånare per kvadratkilometer. Närmaste större samhälle är Poděbrady, 3,8 km sydväst om Pátek. Trakten runt Pátek består till största delen av jordbruksmark.